# Sächsischer Garten

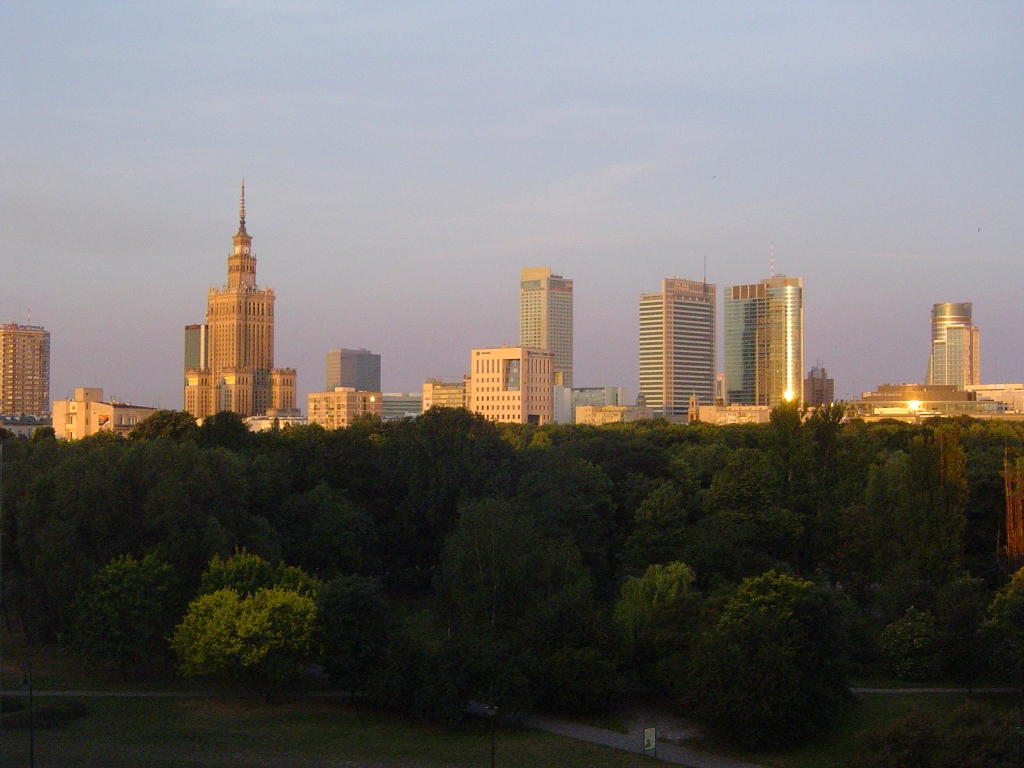
Sächsischer Garten vor der Skyline der westlichen Innenstadt

Der Sächsische Garten (polnisch Ogród Saski) ist ein Park in Warschau, errichtet an der Wende zum 18. Jahrhundert, und Teil der Sächsischen Achse. Der Garten schloss sich westlich an das im Zweiten Weltkrieg fast völlig zerstörte Sächsische Palais an. Sein südwestlicher Rand schließt an das Grabmal des unbekannten Soldaten an, das in den 1920er Jahren in den Arkaden des Palais eingerichtet worden war. Am anderen Ende des Gartens beginnt das Warschauer Stadtviertel Za Żelazną Bramą (Hinter dem Eisernen Tor), das seinen Namen nach dem zerstörten Westtor (Żelazna Brama) des Gartens erhielt.

## Geschichte
Der Garten wurde auf Veranlassung des sächsisch-polnischen Königs August II. dem Starken aus dem Haus der Wettiner zwischen 1713 und 1733 im Barockstil angelegt. Im Jahr 1727 ließ der König den Garten zur Benutzung durch die Bevölkerung freigeben, was erstmals in Polen geschah. Der Planer Enrico Marconi schuf Mitte des 19. Jahrhunderts einen Teich, einen Wasserspeicher in Form des Vestatempels aus Tivoli und einen großen Springbrunnen (1855). Die im Park aufgestellten 21 allegorischen Sandstein-Skulpturen entstanden größtenteils in der Werkstatt von Johann Georg Plersch. Sie zeigen die vier Jahreszeiten, die Wissenschaften und die Künste.
Im Jahre 1846 wurde im Sächsischen Garten das Institut für Mineralwasser eröffnet.
Im 19. Jahrhundert wurde der Garten in einen Englischen Landschaftspark umgestaltet. In der Zeit der deutschen Besetzung wurde die Marszalkowska-Straße mehr in Richtung Park verlegt und dessen Fläche damit verkleinert.
Nach dem Zweiten Weltkrieg ließ die Warschauer Stadtverwaltung den Sächsischen Garten auf kleinerer Fläche wiederherstellen. Zahlreiche Objekte der Parkanlage wie der Vestatempel und der Springbrunnen wurden rekonstruiert, im Gegensatz zu Bauten wie dem Sommertheater und dem Brühlschen Palais. Auch das an der Nordseite des Teiches stehende Hotel Brühl wurde nach dem Krieg nicht wieder aufgebaut. Seit 2007 steuert ein Computer den Wasserdurchfluss und die Abendbeleuchtung der großen Fontäne.

## Bepflanzung
Prächtige Bäume stehen im Park, der älteste wird auf 250 Jahre geschätzt. Drei Naturdenkmale sind ausgewiesen: ein Ginkgo, eine Kastanie und eine Pappel.
Am 1. September 2014 pflanzten Gärtner aus Anlass des 70. Jahrestages des Warschauer Aufstands direkt am östlichen Rand des Parks eine Säuleneiche.